# (100823) 1998 FS140
(100823) 1998 FS140 es un asteroide perteneciente al cinturón de asteroides, región del sistema solar que se encuentra entre las órbitas de Marte y Júpiter, descubierto el 29 de marzo de 1998 por el equipo del Lincoln Near-Earth Asteroid Research desde el Laboratorio Lincoln, Socorro, Nuevo México, Estados Unidos.

## Designación y nombre
Designado provisionalmente como 1998 FS140. 

## Características orbitales
1998 FS140 está situado a una distancia media del Sol de 2,736 ua, pudiendo alejarse hasta 3,282 ua y acercarse hasta 2,189 ua. Su excentricidad es 0,199 y la inclinación orbital 9,497 grados. Emplea 1653,21 días en completar una órbita alrededor del Sol.

## Características físicas
La magnitud absoluta de 1998 FS140 es 15,6. 